# Meríones
|  | Per a altres significats, vegeu «Meriones». |

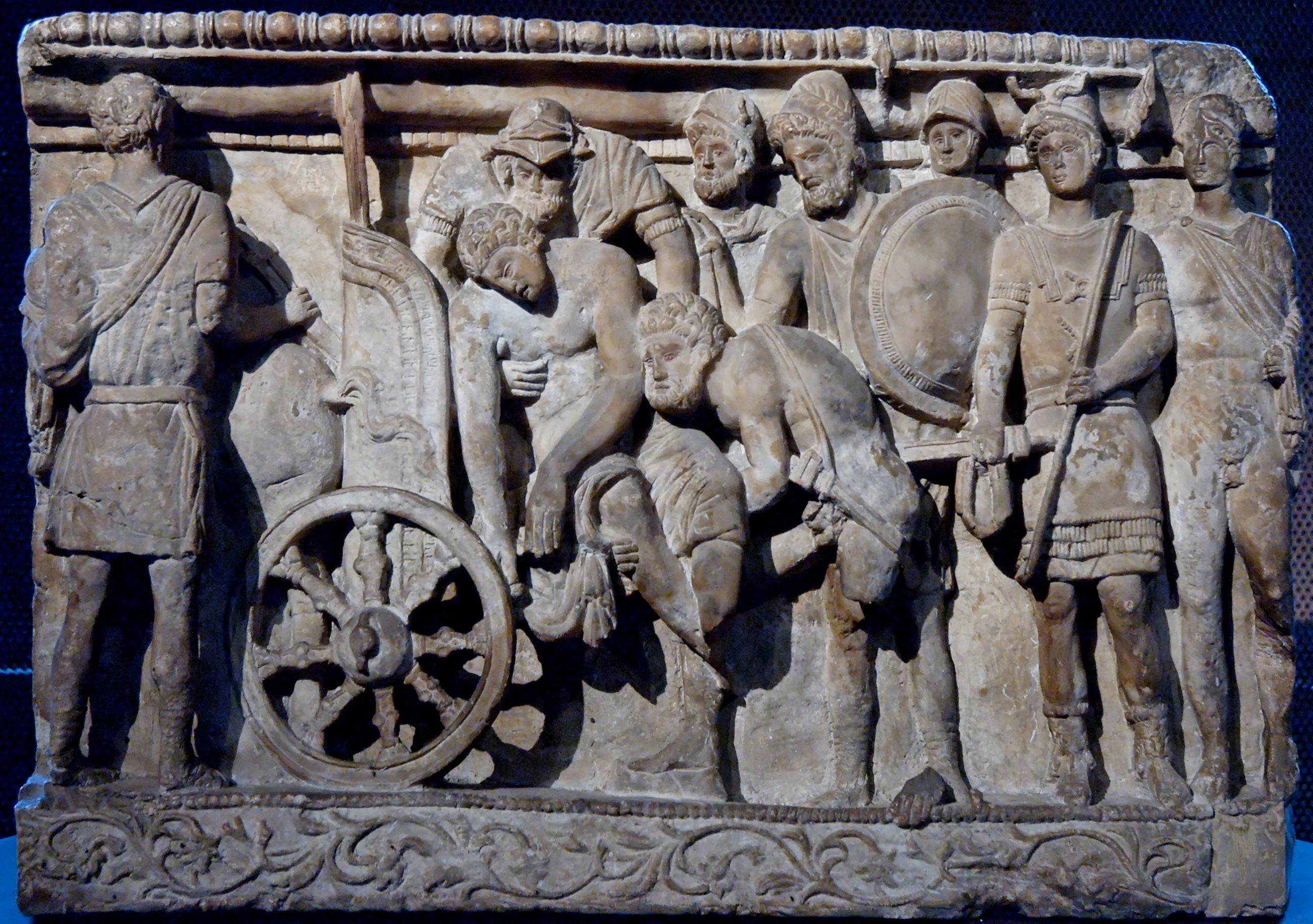
Menelau i Meríones porten el cos de Pàtrocle en un carro

Segons la mitologia grega, Meríones (en grec antic Μηριόνης), va ser un heroi cretenc, fill de Molos, que era un fill bastard de Deucalió de Creta, i de Melfis.
Com a antic pretendent d'Helena, va anar a la guerra de Troia al costat d'Idomeneu, rei de Creta, el seu germanastre, i amb ell comanda les tropes cretenques. Era present, durant la guerra, al consell de guerra nocturn, va ferir Deífob, va matar Adamant, Acames, Harpalió, Moris, Hipoció i Laògon i es va escapar dels cops d'Eneas. Va participar en els combats al voltant del cos de Pàtrocle i va ser l'encarregat de reunir llenya per la seva pira. Durant els jocs fúnebres que va disposar Aquil·les per Pàtrocle, va participar en la cursa de carros, al tir amb arc i en el llançament de javelina. Va vèncer en el tir a l'arc, ja que Creta és terra d'arquers.
Després de la caiguda de Troia, Meríones acompanyà Idomeneu i tornà feliçment a Cnossos. La tradició posterior diu que aviat s'embarcà de nou i arribà a Sicília, on visità les colònies cretenques d'Heraclea Minoa i Èngion, que el van acollir molt bé. També se li atribuïa la fundació de la ciutat de Cressa, a Paflagònia. Meríones va tenir fama de ser un bon ballarí.